# Брума, Джеффри
Дже́ффри ван Хомут Бру́ма (нидерл. Jeffrey van Homoet Bruma; род. 13 ноября 1991, Роттердам, Южная Голландия) — нидерландский футболист, игравший на позиции защитника. Выступал за сборную Нидерландов.

## Клубная карьера
Брума перешёл в молодёжную команду «Челси» в 15 лет из «Фейеноорда» и в 16 стал играть за неё.
Мощный и ловкий игрок, Джеффри два года назад утвердил себя в качестве ключевого футболиста резервной команды, несмотря на то, что это был его первый полноценный год в клубе. А уже под началом Карло Анчелотти приобщился и к игре основы.
Молодёжную карьеру Джеффри продолжил в клубе «Фейеноорд», когда попал туда в 2006 году. Ему удалось удивить многих членов тренерского штаба своим уровнем подготовки, благодаря которому Брума получил хорошие отзывы, перед тем как стать воспитанником роттердамской академии. В следующем году на защитника положил глаз лондонский «Челси», сделавший выгодное предложение относительно перехода Джеффри в его расположение. Таким образом, с 2007-го по 2009 год, Брума являлся воспитанником кобхэмской академии «Челси», где подготовил себя к началу выступлений в профессиональном футболе.
Сезоном ранее, пока юноша ещё учился, он уже играл в защите во всех раундах МКА вплоть до финала — и он же стал наиболее часто играющим футболистом молодёжной лиги. Он стал профессиональным игроком летом 2009 года.
В 2009 году нидерландский защитник подписал контракт на профессиональной основе с клубом «Челси». Места в обороне ему пока не предлагали, потому защитник перенимал опыт от именитых защитников клуба, с которыми проводил тренировки. Через 15 дней он дебютировал за «Челси», выйдя на замену на 67 минуте при счёте 5:0.
В 2011 году руководство «Челси» приняло решение, что игроку пора набрать игровую форму, потому как возможно его скорейшее появление в матчах клуба, в связи с периодическими травмами основных защитников. Клуб «Лестер Сити» принял в своё расположение нидерландского футболиста, где он выступал в течение полугода, до лета 2011-го. Джеффри появился на поле в 11 матчах и забил 2 мяча, оставив хорошие воспоминания о себе после проведенного времени в «Лестер Сити». Летом того же года защитника отправили в аренду в немецкий «Гамбург», где он успешно провёл сезон 2011/12, сыграв более 20 матчей за клуб.
В 2013 году футболист перешел в ПСВ, а в 2016 году он стал игроком «Вольфсбурга».
31 января 2019 года на правах аренды до конца сезона перешёл в «Шальке 04», при этом известно, что до этого в сезоне 2018/19 27-летний игрок ни разу не появился на поле в матчах Бундеслиги. По завершении сезона вернулся в «Вольфсбург», так как аренду «Шальке 04» с Брумой не продлил.
17 июля 2023 года подписал однолетний контракт с клубом «Валвейк».

## Карьера в сборной
Попал в сборную Нидерландов до 21 года в сентябре 2009 года в возрасте всего 17 лет. Дебютировал в молодёжной сборной 9 октября 2009 года, в матче отборочного турнира Чемпионата Европы против команды Финляндии.

## Достижения
«Челси»
- Обладатель Молодёжного кубка Англии: 2010
- Итого: 1 трофей

ПСВ
- Чемпион Нидерландов (2): 2014/15, 2015/16
- Обладатель Суперкубка Нидерландов: 2015
- Итого: 3 трофея

## Семья
Его старший брат Марсиано также футболист, в настоящее время играет в любительском клубе «Зварте Пейл» из Роттердама.

## Статистика

### Выступления за клубы
| Выступление      | Выступление      | Выступление      | Лига | Лига | Кубок страны | Кубок страны | Кубок лиги | Кубок лиги | Еврокубки | Еврокубки | Итого | Итого |
| Клуб             | Лига             | Сезон            | Игры | Голы | Игры         | Голы         | Игры       | Голы       | Игры      | Голы      | Игры  | Голы  |
| ---------------- | ---------------- | ---------------- | ---- | ---- | ------------ | ------------ | ---------- | ---------- | --------- | --------- | ----- | ----- |
| Челси            | Премьер-лига     | 2009/10          | 2    | 0    | 0            | 0            | 1          | 0          | 0         | 0         | 3     | 0     |
| Челси            | Премьер-лига     | 2010/11          | 2    | 0    | 1            | 0            | 1          | 0          | 2         | 0         | 6     | 0     |
| Лестер Сити      | Чемпионшип       | 2010/11          | 11   | 2    | 0            | 0            | 0          | 0          | —         | —         | 11    | 2     |
| Гамбург          | Бундеслига       | 2011/12          | 12   | 2    | 0            | 0            | 0          | 0          | 0         | 0         | 12    | 2     |
| Всего за карьеру | Всего за карьеру | Всего за карьеру | 27   | 4    | 1            | 0            | 2          | 0          | 2         | 0         | 32    | 4     |

### Матчи Брумы за сборную Нидерландов
| Матчи Брумы за сборную Нидерландов | Матчи Брумы за сборную Нидерландов | Матчи Брумы за сборную Нидерландов | Матчи Брумы за сборную Нидерландов | Матчи Брумы за сборную Нидерландов | Матчи Брумы за сборную Нидерландов |
| ---------------------------------- | ---------------------------------- | ---------------------------------- | ---------------------------------- | ---------------------------------- | ---------------------------------- |
| №                                  | Дата                               | Соперник                           | Счёт                               | Голы Брумы                         | Соревнование                       |
| 1                                  | 11 августа 2010                    | Украина                            | 1:1                                | —                                  | Товарищеский матч                  |
| 2                                  | 8 июня 2011                        | Уругвай                            | 1:1                                | —                                  | Кубок Конфратернидад 2011          |
| 3                                  | 7 октября 2011                     | Молдова                            | 1:0                                | —                                  | Чемпионат Европы 2012 (отбор)      |
| 4                                  | 11 октября 2011                    | Швеция                             | 2:3                                | —                                  | Чемпионат Европы 2012 (отбор)      |
| 5                                  | 6 сентября 2013                    | Эстония                            | 2:2                                | —                                  | Чемпионат мира 2014 (отбор)        |
| 6                                  | 11 октября 2013                    | Венгрия                            | 8:1                                | —                                  | Чемпионат мира 2014 (отбор)        |
| 7                                  | 15 октября 2013                    | Турция                             | 2:0                                | —                                  | Чемпионат мира 2014 (отбор)        |
| 8                                  | 16 ноября 2014                     | Латвия                             | 6:0                                | 1                                  | Чемпионат Европы 2016 (отбор)      |
| 9                                  | 5 июня 2015                        | США                                | 3:4                                | —                                  | Товарищеский матч                  |
| 10                                 | 3 сентября 2015                    | Исландия                           | 0:1                                | —                                  | Чемпионат Европы 2016 (отбор)      |
| 11                                 | 6 сентября 2015                    | Турция                             | 0:3                                | —                                  | Чемпионат Европы 2016 (отбор)      |
| 12                                 | 10 октября 2015                    | Казахстан                          | 2:1                                | —                                  | Чемпионат Европы 2016 (отбор)      |
| 13                                 | 13 октября 2015                    | Чехия                              | 2:3                                | —                                  | Чемпионат Европы 2016 (отбор)      |
| 14                                 | 13 ноября 2015                     | Уэльс                              | 3:2                                | —                                  | Товарищеский матч                  |
| 15                                 | 25 марта 2016                      | Франция                            | 2:3                                | —                                  | Товарищеский матч                  |
| 16                                 | 29 марта 2016                      | Англия                             | 2:1                                | —                                  | Товарищеский матч                  |
| 17                                 | 27 мая 2016                        | Ирландия                           | 1:1                                | —                                  | Товарищеский матч                  |
| 18                                 | 1 июня 2016                        | Польша                             | 2:1                                | —                                  | Товарищеский матч                  |
| 19                                 | 4 июня 2016                        | Австрия                            | 2:0                                | —                                  | Товарищеский матч                  |
| 20                                 | 1 сентября 2016                    | Греция                             | 1:2                                | —                                  | Товарищеский матч                  |
| 21                                 | 6 сентября 2016                    | Швеция                             | 1:1                                | —                                  | Чемпионат мира 2018 (отбор)        |
| 22                                 | 7 октября 2016                     | Беларусь                           | 4:1                                | —                                  | Чемпионат мира 2018 (отбор)        |
| 23                                 | 10 октября 2016                    | Франция                            | 0:1                                | —                                  | Чемпионат мира 2018 (отбор)        |
| 24                                 | 9 ноября 2016                      | Бельгия                            | 1:1                                | —                                  | Товарищеский матч                  |
| 25                                 | 13 ноября 2016                     | Люксембург                         | 3:1                                | —                                  | Чемпионат мира 2018 (отбор)        |

Итого: 25 матчей / 1 гол; 11 побед, 6 ничьих, 8 поражений.